# Runzel-Verpel

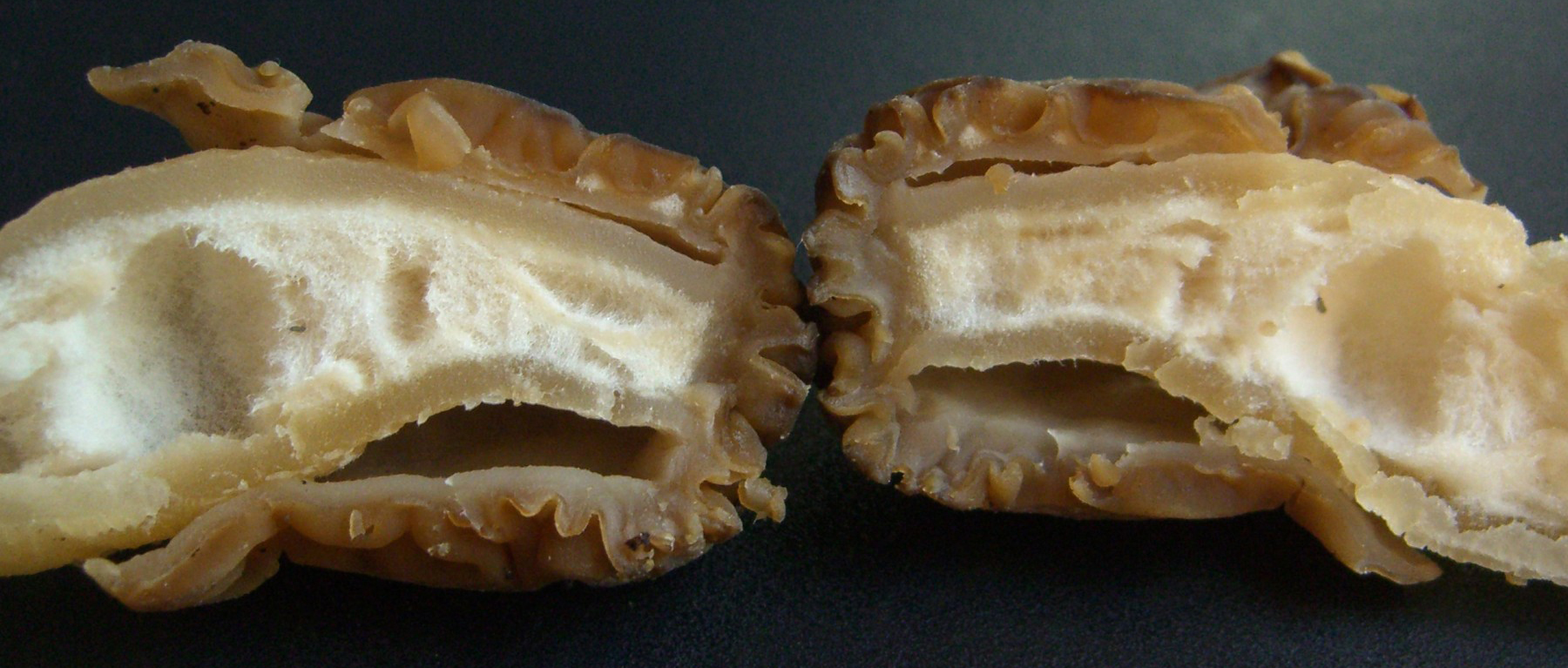
Wattig ausgefüllter Stiel eines jungen Fruchtkörpers der Runzel-Verpel

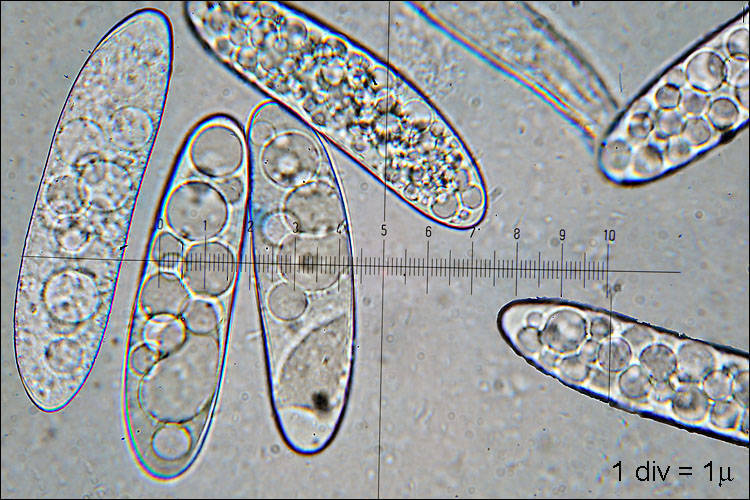
Riesige Sporen im Lichtmikroskop

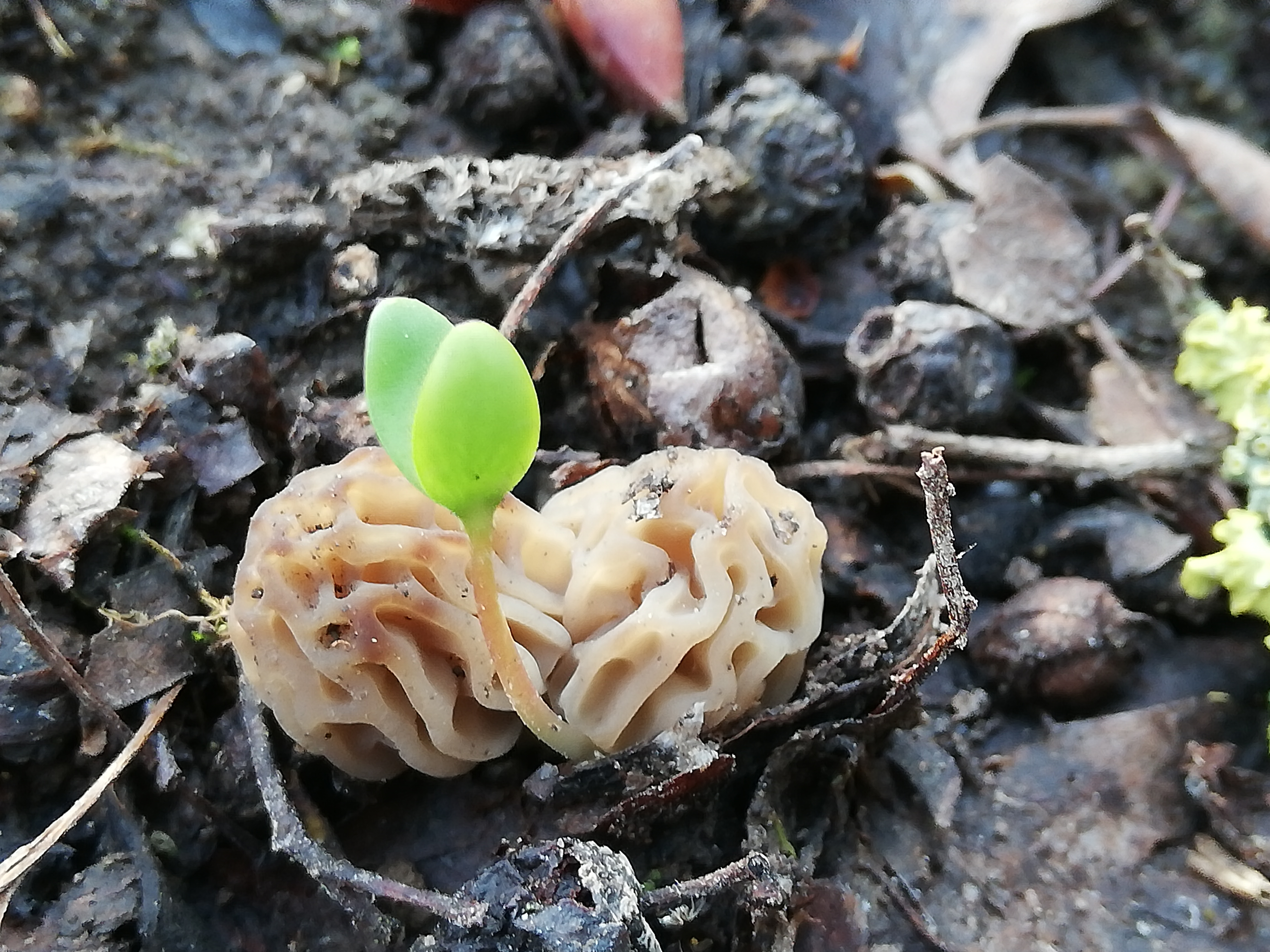
Runzel-Verpel im April in der Dönche

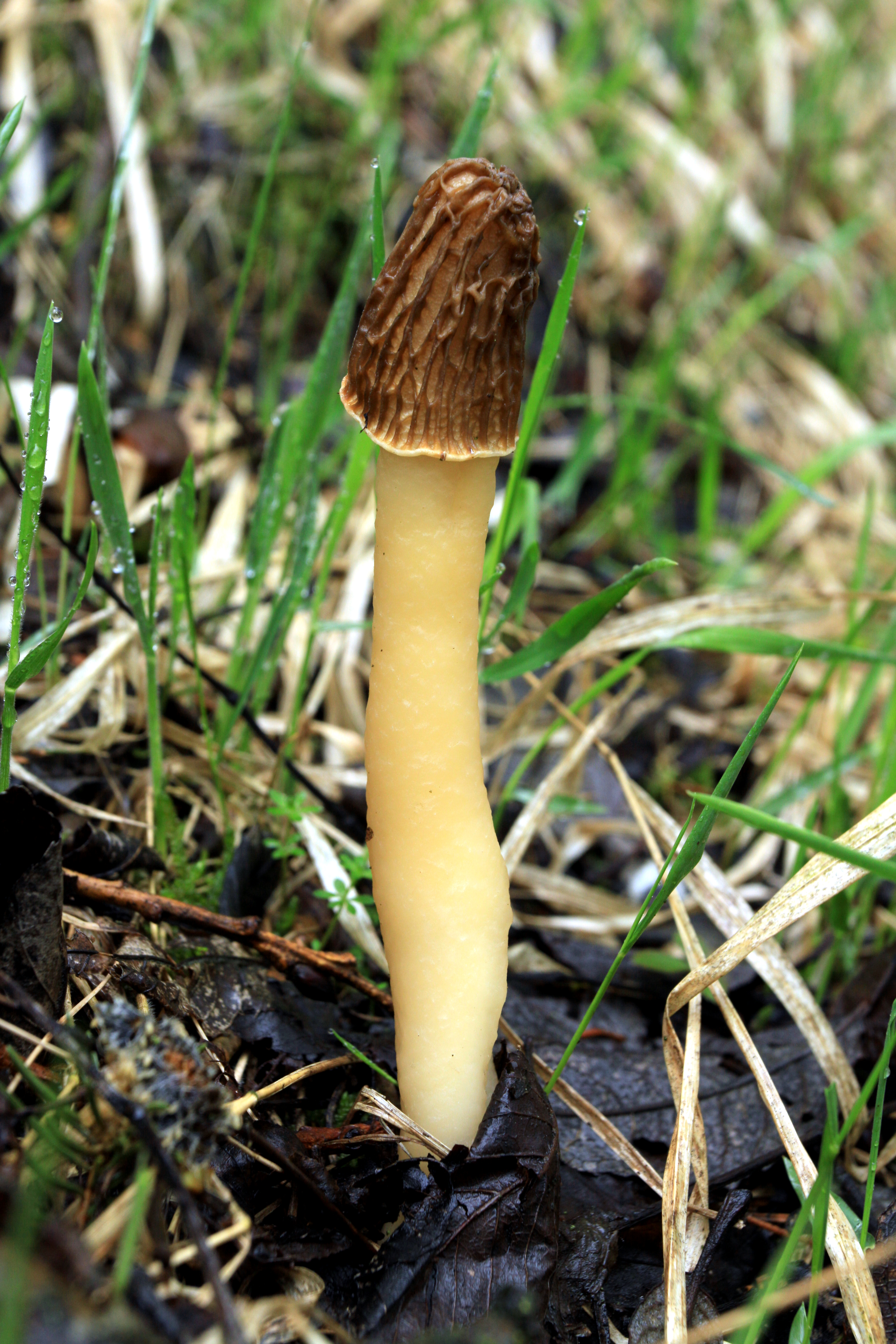
Runzel-Verpel im Mai im tschechischen Naturschutzgebiet Štola Jarnice

Die Runzel- oder Böhmische Verpel  (Verpa bohemica) ist eine Pilzart aus der Familie der Morchelverwandten. Die runzelig-faltige Kappe ist lediglich an der Stielspitze angeheftet, der Stiel jung wattig ausgefüllt und später gekammert hohl. Der Schlauchpilz fruktifiziert im Frühjahr, ist in süddeutschen Auwäldern auf Kalkböden ortshäufig, ansonsten aber selten anzutreffen.

## Merkmale

### Makroskopische Merkmale
Die Runzel-Verpel bildet bis 15 cm hohe Fruchtkörper (morchelloide Komplexapothecien), die in Hut und Stiel gegliedert sind. Der etwa 2–5 cm hohe und 2–3 cm breite Hut sitzt glocken- oder walzenförmig auf dem Stiel. Er ist nur am abgerundeten Scheitel mit dem Stiel verwachsen und hängt ansonsten frei über dem Stiel herab. Die Hutoberfläche ist unregelmäßig runzelig/hirnartig oder mit hervortretenden Längs- und dazwischenliegenden Querrippen strukturiert, ihre Farbe reicht von gelb über ocker- bis dunkelbraun. Die Rippen sind häufig dunkler. Die Hutunterseite ist dagegen kontrastierend weißlich bis ockerfarben. Der jung wattig ausgestopfte Stiel ist im Alter gekammert hohl und wird bis zu 15 cm lang. Er hat erst weißliche, später gelbliche bis ockerliche Farbtöne und ist mit flockig-kleiigen, manchmal ringförmig angeordneten Schüppchen bedeckt. Das wachsartig-brüchige und etwas zähe Fleisch riecht und schmeckt unauffällig.

### Mikroskopische Merkmale
Auffallend sind die Schläuche, in denen jeweils nur 2 riesige Sporen heranreifen. Die Sporen sind hyalin, lang-zylindrisch, manchmal leicht gebogen, glattwandig und messen 60–90 × 15–18 µm. Die Schläuche in der Fruchtschicht sind zudem mit fadenförmigen Paraphysen untermischt.

## Artabgrenzung
Die Fingerhut-Verpel hat eine glatte oder allenfalls schwach runzelige Kappe. Darüber hinaus ähnelt die Runzel-Verpel den Morcheln, insbesondere der Käppchen-Morchel. Bei Letztgenannter ist jedoch ungefähr die Hälfte der Kappe mit der Stielspitze verwachsen und die Kappe hat eine grubig-längsgerippte Oberflächenstruktur. Der Stiel ist völlig hohl, selbst bei jungen Exemplaren, und außen auffallend körnig-granuliert beschaffen. Sowohl bei der Fingerhut-Verpel als auch bei den Morcheln sind unter dem Mikroskop 8-sporige Schläuche zu sehen. 

## Ökologie und Phänologie
Die Runzel-Verpel ist ein Bodensaprobiont. Sie wächst in warmen Lagen lichter Laubwälder, Flussauen, Gebüsche und unter Hecken vorwiegend auf Kalkböden, aber auch über Basalt und Geschiebemergel der Jungmoränen.
Die Fruchtkörper erscheinen in Mitteleuropa von April bis Mai, in Flussauen oft in großer Zahl. Allerdings fruktifiziert die Spezies nicht jedes Jahr.

## Verbreitung
Die Art kommt vom Mittel- und Schwarzmeergebiet bis ins nördliche Norwegen vor, fehlt aber in Westeuropa sowie im Norden Deutschlands und Polens.

## Bedeutung
Die Runzel-Verpel ist essbar. Gemeinhin wird empfohlen, den Pilz wegen seiner Seltenheit zu schonen. Zum Speisewert schreibt Gisela Lockwald in ihrem Pilzkochbuch, dass die Fruchtkörper zwar angenehm nach Pilz schmecken sollen, aber jedes morchelähnliche Aroma vermissen lassen. Deshalb und wegen des Naturschutzes rät sie vom Sammeln ab.

## Systematik
Die Art wird von einigen Autoren als einzige Art in die Gattung Ptychoverpa gestellt.